# 余潜修
余潜修（1911年—1992年），男，湖南攸县人，中国军事运筹学家，军事系统工程学家，曾任中国运筹学会副理事长，中国系统工程学会常务理事、名誉会员。